# Agares

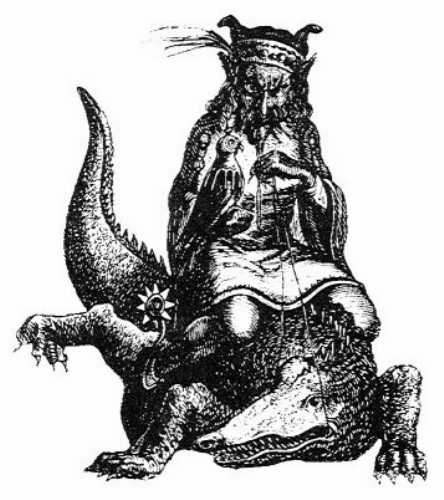
Agares, dargestellt in einer Ausgabe des Dictionnaire Infernal von 1863

Agares (oder Agreas) ist ein dämonischer Herzog (bzw. Groß-Herzog), der die östliche Region der Hölle regiert (Grand-Duc de la contrée orientale des enfers) und Herzog der unhimmlischen Engel ist. Er befehligt 31 Legionen von Dämonen. Die Figur des Agares kommt in der Grimoire Ars Goetia und in dem Dictionnaire Infernal vor.
Er verleiht Titel und Würden, lässt die Erdgeister tanzen, ist in der Lage Erdbeben zu verursachen und unterrichtet alle Sprachen.  Agares gilt wie Vassago und ähnlich wie Seere als guter Geist. Er soll jedoch die Widersacher seiner Schützlinge auf Irrwege führen und zur Strecke bringen sowie bisweilen Verräter herausfordern. Er wird als alter, ein Krokodil reitender Mann dargestellt, auf dessen Faust ein Falke sitzt.